# Chaplin paa Hotel
Chaplin paa Hotel er en amerikansk stumfilm fra 1914 af Mabel Normand.

## Medvirkende
- Mabel Normand som Mabel.
- Charles Chaplin.
- Chester Conklin.
- Alice Davenport.
- Harry McCoy.